# Simonsweingartentunnel
Der Simonsweingartentunnel (auch Tunnel Simonsweingarten) ist ein 420 m langer Eisenbahntunnel der Schnellfahrstrecke Mannheim–Stuttgart.
Das Bauwerk unterfährt den Großen Wald, der sich zwischen Heidelsheim und Oberacker erstreckt.
Das Bauwerk ist, neben dem Altenbergtunnel, einer von zwei Tunneln der Strecke, die mit 280 km/h statt sonst 250 km/h befahren werden dürfen.

## Verlauf
Das Bauwerk beginnt beim Streckenkilometer 53,0 und endet bei 53,427.
Die Trasse verläuft im Tunnel weitgehend in einem Linksbogen mit 35.000 m Radius. Im Bereich des Südportals unterquert der Tunnel die Landesstraße L 618. Die Gradiente steigt nach Südosten geringfügig an. Das Bauwerk markiert dabei das Ende eines 13 km langen Steigungsabschnitts.
Nördlich schließt sich die Talbrücke Frauenwald an, südlich folgt der Überholbahnhof Kraichtal.

## Geschichte
Am 22. Juni 1978 fand der Erörterungstermin in Oberacker statt.
Bereits 1983 war der Tunnel mit einer Länge von 420 m geplant.
Das Bauwerk wurde 1991 in Betrieb genommen.